# Rischio sistemico
In finanza, il rischio sistemico o instabilità sistemica è il rischio di collasso di un intero sistema finanziario o di un intero mercato, in contrapposizione al rischio associato a qualsiasi singola entità, gruppo o componente di un sistema, che può essere contenuto in esso senza danneggiare l'intero sistema. Può essere definita come "instabilità del sistema finanziario, potenzialmente catastrofica, causata o aggravata da eventi o condizioni idiosincratiche negli intermediari finanziari". Si riferisce ai rischi imposti da interconnessioni e interdipendenze in un sistema o mercato, in cui il fallimento di una singola entità o gruppo di entità può causare un fallimento a cascata, che potrebbe potenzialmente mandare in bancarotta o far crollare l'intero sistema o mercato. A volte viene anche erroneamente definito "rischio sistematico".

## Spiegazione
Il rischio sistemico può portare a una corsa agli sportelli che ha un effetto a cascata su altre banche che sono dovute alla prima banca in difficoltà, causando un fallimento a cascata. Poiché i depositanti percepiscono gli effetti a catena del default e le preoccupazioni sulla liquidità si riversano sui mercati monetari, un panico può diffondersi in un mercato, con un'improvvisa fuga verso la qualità, creando molti venditori ma pochi acquirenti per attività illiquide. Queste interconnessioni e il potenziale "raggruppamento" delle corse bancarie sono le questioni che i responsabili politici considerano quando affrontano la questione della protezione di un sistema dal rischio sistemico.
I governi e le istituzioni di monitoraggio del mercato spesso cercano di mettere in atto politiche e regole con la giustificazione di salvaguardare gli interessi del mercato nel suo insieme, sostenendo che i partecipanti al trading nei mercati finanziari sono invischiati in una rete di dipendenze derivanti dalla loro interconnessione. Questo significa che alcune aziende sono troppo grandi e troppo interconnesse per fallire. I responsabili politici affermano spesso di essere preoccupati per la protezione della resilienza del sistema, piuttosto che di qualsiasi individuo in quel sistema. Il rischio sistemico sorge a causa dell'interazione dei partecipanti al mercato e quindi può essere visto come una forma di rischio endogeno.
La letteratura sulla gestione del rischio offre una prospettiva alternativa alle nozioni di economia e finanza distinguendo tra la natura del fallimento sistemico, le sue cause ed effetti e il rischio che si verifichi. Adotta un approccio di "comportamento operativo" per definire il rischio sistemico di guasto come: "Una misura della probabilità complessiva in un momento attuale che il sistema entri in uno stato operativo di guasto sistemico entro un tempo specificato nel futuro, in cui la fornitura di i servizi finanziari non soddisfano più la domanda secondo criteri regolamentari, qualificati da una misura di incertezza sul comportamento futuro del sistema, in assenza di nuovi sforzi di mitigazione". Questa definizione si presta ad applicazioni pratiche di mitigazione del rischio, come dimostrato in una recente ricerca da una simulazione del collasso del sistema finanziario islandese nel 2008 circa.
Il rischio sistemico non deve essere confuso con il rischio di mercato o di prezzo in quanto quest'ultimo è specifico per l'elemento che viene acquistato o venduto e gli effetti del rischio di mercato sono isolati dalle entità che trattano quell'elemento specifico. Questo tipo di rischio può essere mitigato coprendo un investimento effettuando un'operazione speculare.
L'assicurazione è spesso facile da ottenere contro i "rischi sistemici" perché una parte che rilascia tale assicurazione può intascare i premi, emettere dividendi agli azionisti, avviare procedure di insolvenza se si verifica un evento catastrofico e nascondersi dietro una responsabilità limitata. Tale assicurazione, tuttavia, non è efficace per l'ente assicurato.
Il rischio sistemico può anche essere definito come la probabilità e il grado di conseguenze negative per l'organismo più grande. Per quanto riguarda la regolamentazione finanziaria federale, il rischio sistemico di un istituto finanziario è la probabilità e il grado che le attività dell'istituto influenzeranno negativamente l'economia più ampia in modo tale che sarebbe necessario un intervento federale insolito ed estremo per migliorarne gli effetti.
Una definizione generale di rischio sistemico che non è limitata dai suoi approcci matematici, ipotesi di modello o focus su un'istituzione, e che è anche la prima definizione operazionalizzabile di rischio sistemico che comprende il carattere sistemico dei rischi finanziari, politici, ambientali e molti altri, è stato presentato nel 2010.
Il Systemic Risk Center della London School of Economics è focalizzato sullo studio del rischio sistemico. Rileva che il rischio sistemico è una forma di rischio endogeno, quindi frustrante misurazioni empiriche del rischio sistemico.

## Indicatori di rischio sistemico
Data l'importanza del rischio sistemico, è diventato essenziale misurarlo. Sono state sviluppate misure basate sull'intuizione che un istituto finanziario presenta un rischio sistemico se è sotto-capitalizzato quando il sistema finanziario nel suo complesso diventa sotto-capitalizzato. È in questo senso che Brownlees ed Engle hanno istituito nel 2010 un modello a un fattore chiamato SRISK che misura il rischio sistemico.
SRISK può essere interpretato come la quantità di capitale che deve essere iniettata in un'impresa finanziaria al fine di ristabilire una qualche forma di capitale minimo. SRISK ha diverse proprietà interessanti:
- È espresso in termini monetari ed è quindi di facile interpretazione.
- L'SRISK di diverse aziende può essere facilmente aggregato, tramite una semplice aggiunta, al fine di costruire indicatori per settore e persino aggregati specifici per ogni paese.
- Infine, il calcolo di SRISK coinvolge variabili che possono essere considerate già di per sé misure di rischio, ovvero la dimensione dell'impresa finanziaria, l'effetto leva (rapporto tra attività e capitalizzazione di mercato) e una misura come si evolve la performance dell'azienda con il mercato (una sorta di beta che varia nel tempo ma con un'enfasi sulla coda della distribuzione).

Poiché queste tre dimensioni sono coinvolte nella misurazione dell'SRISK simultaneamente, ci si può aspettare di ottenere un indicatore più equilibrato rispetto a se l'una o l'altra delle tre variabili di rischio prese singolarmente fossero state utilizzate.
Mentre il modello di Brownlees ed Engle (2010) è adattato al mercato americano, l'estensione realizzata da Engle, Jondeau e Rockinger nel 2012 tiene conto di diversi fattori, oltre che di parametri variabili nel tempo. A causa dell'eterogeneità del mercato finanziario europeo a differenza del mercato americano, tale estensione sembra necessaria. Da un punto di vista econometrico, questa intuizione è vera.
Un fattore riguarda le variazioni globali nei mercati finanziari e un altro, le variazioni nei mercati europei. Questa estensione consente di calcolare un fattore specifico per ogni paese. La struttura causale scelta implica che il fattore globale influenzi il fattore europeo. Quindi il fattore europeo influisce sul fattore specifico del paese. Un'impresa può quindi essere influenzata dal fattore globale, dal fattore europeo e dal fattore specifico del paese.
Poiché il rischio è misurato in termini monetari, gli aggregati industriali possono anche essere confrontati con il prodotto interno lordo.
L'indicatore di rischio sistemico SRISK viene calcolato automaticamente su base settimanale e messo a disposizione della comunità. Per il modello statunitense, SRISK e altre metriche di rischio sistemico possono essere trovate come parte del Volatility Lab presso la NYU Stern School e per il modello europeo nell'ambito del CRML - Center of Risk Management Lausanne.